# HC Gym Biel
Der HC Gym Biel war von 1966 bis 1985 ein Handball-Klub in der zweisprachigen Stadt Biel/Bienne. Gegründet im Jahr 1966, stieg er von der 4. Liga (1981) in die Nationalliga A auf, wo er 1983/84 die Finalrunde erreichte. 1985 fusionierte der HC Gym Biel mit dem HBC Biel zum HS Biel.

## Geschichte

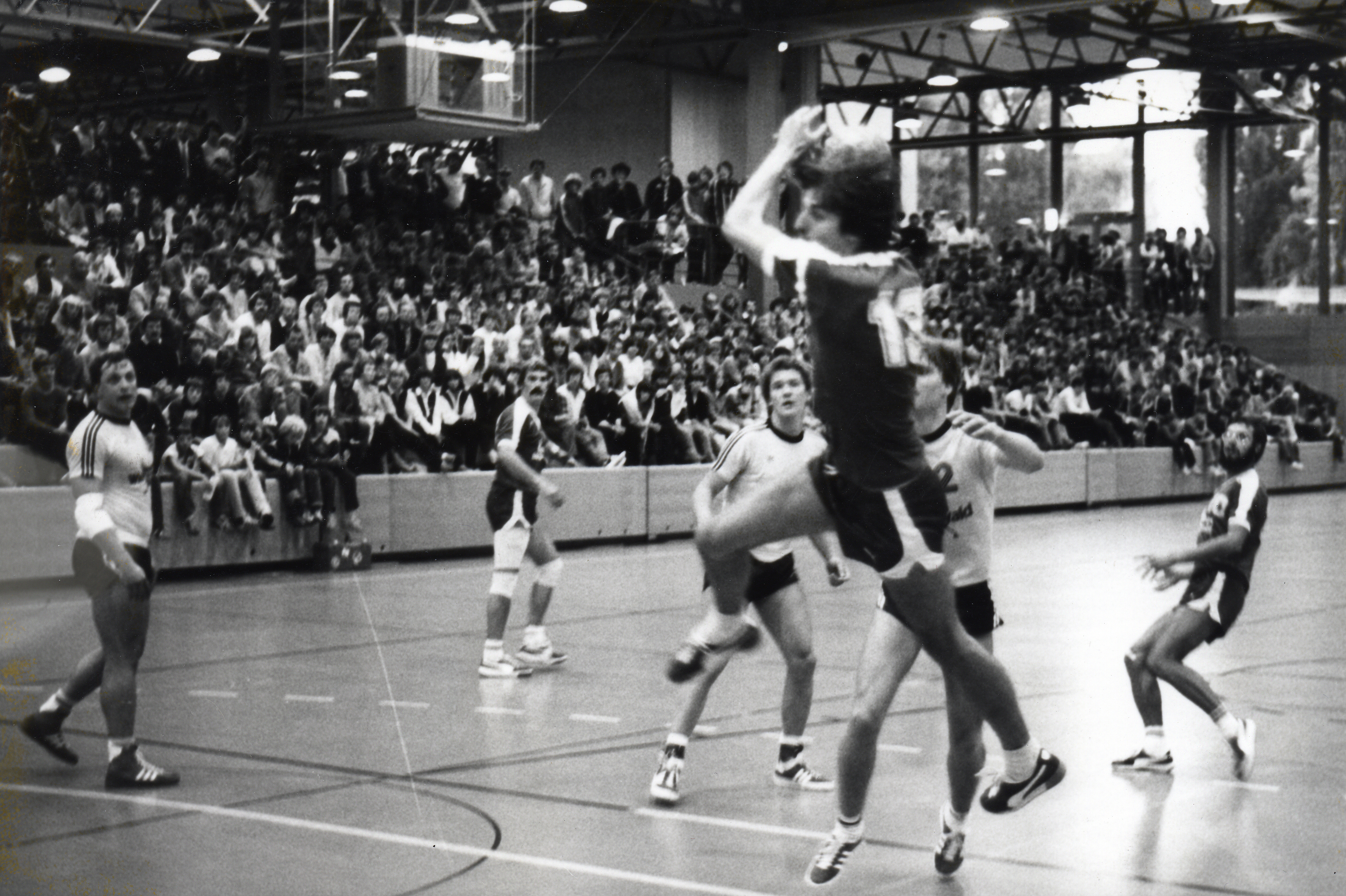
1982: NLA-Spiel HC Gym-Biel Otmar St. Gallen mit 1200 Zuschauer in der Gymer Sporthalle am See.

Die Historie des Handball-Klubs HC Gym Biel hat ihren Ursprung am 18. März 1966, als sich 15 Gymeler zusammentaten und nach dem HBC Biel den zweiten Handball-Verein in Biel gründeten. Gestartet wurde in der 4. Liga in der alten Logengasse-Turnhalle, wo jeweils wegen der Enge der Gebäude mit nur fünf Feldspielern agiert wurde. 1967 stieg man in die 3. Liga auf, 1968 in die 2. Liga und 1969 in die 1. Liga.

### Nationalliga B
Nach sechs Jahren erfolgte 1972 unter Trainer Heinz Suter der Aufstieg in die NLB. Nach einem 5. Rang 1972/73 musste dann aber 1974 nach diversen Abgängen, einer gewissen Überalterung, fehlendem Konkurrenzkampf und einem verlorenen Auf-/Abstiegsspiel gegen Länggasse Bern die Relegation hingenommen werden.
Im Jahr darauf wurde die Mannschaft in der 1. Liga wieder Meister, verpasste aber den Aufstieg. Eine Saison später stieg man dann wieder in die Nationalliga B auf. Der Verein verfügte zu diesem Zeitpunkt über 80 Mitglieder, 5 Mannschaften und 3 Schülerteams.

### Nationalliga A (1981–1985)
In den folgenden Jahren errang die erste Herrenmannschaft zwei 4. und dann zwei 2. Ränge. 1980/81 konnte das Team mit einem Sieg im letzten Spiel gegen den punktgleichen Tabellenersten ATV Basel den Aufstieg in die Nationalliga A feiern.
Die Meisterschaft wurde zunächst in 18 Qualifikationsrunden ausgetragen, ehe die ersten Sechs die Meister- und die letzten Vier die Abstiegsrunde bestritten, deren beide Letzten der Relegation verfielen. Trotz dreier Auftaktniederlagen schaffte die Mannschaft den Ligaerhalt. Auch in der Saison 1982/83 wurde das Ziel des Klassenerhalts mit schliesslich 9 Punkten Vorsprung auf den Abstiegsplatz sicher erreicht. In der folgenden Saison erreichte man die Teilnahme an der Meisterrunde, musste allerdings ein Jahr später in der Saison 1984/85 in die Liga B absteigen.

### 1985: Fusion mit dem HBC Biel zum HS Biel

Logo des HS Biel

Nach jahrelanger Konkurrenz um die Vorherrschaft im regionalen Handball häuften sich sowohl im HBC Biel wie im HC Gym die Stimmen, welche nach einer Zusammenarbeit oder Fusion riefen. 1984 stimmten beide Klubs bei ausserordentlichen Generalversammlungen einer Vereinigung zu: der HC Gym am 25. Mai 1984 mit 75:16 Stimmen bei 2 Enthaltungen, der HBC am 21. Juni 1984 mit 44:2. Am 14. Februar 1985 kam es zu einer Fusions-Generalversammlung in der Aula der Gewerbeschule. HBC Biel und HC Gym Biel wurden aufgelöst und in den HS (Handballsport) Biel überführt.

## Erfolge

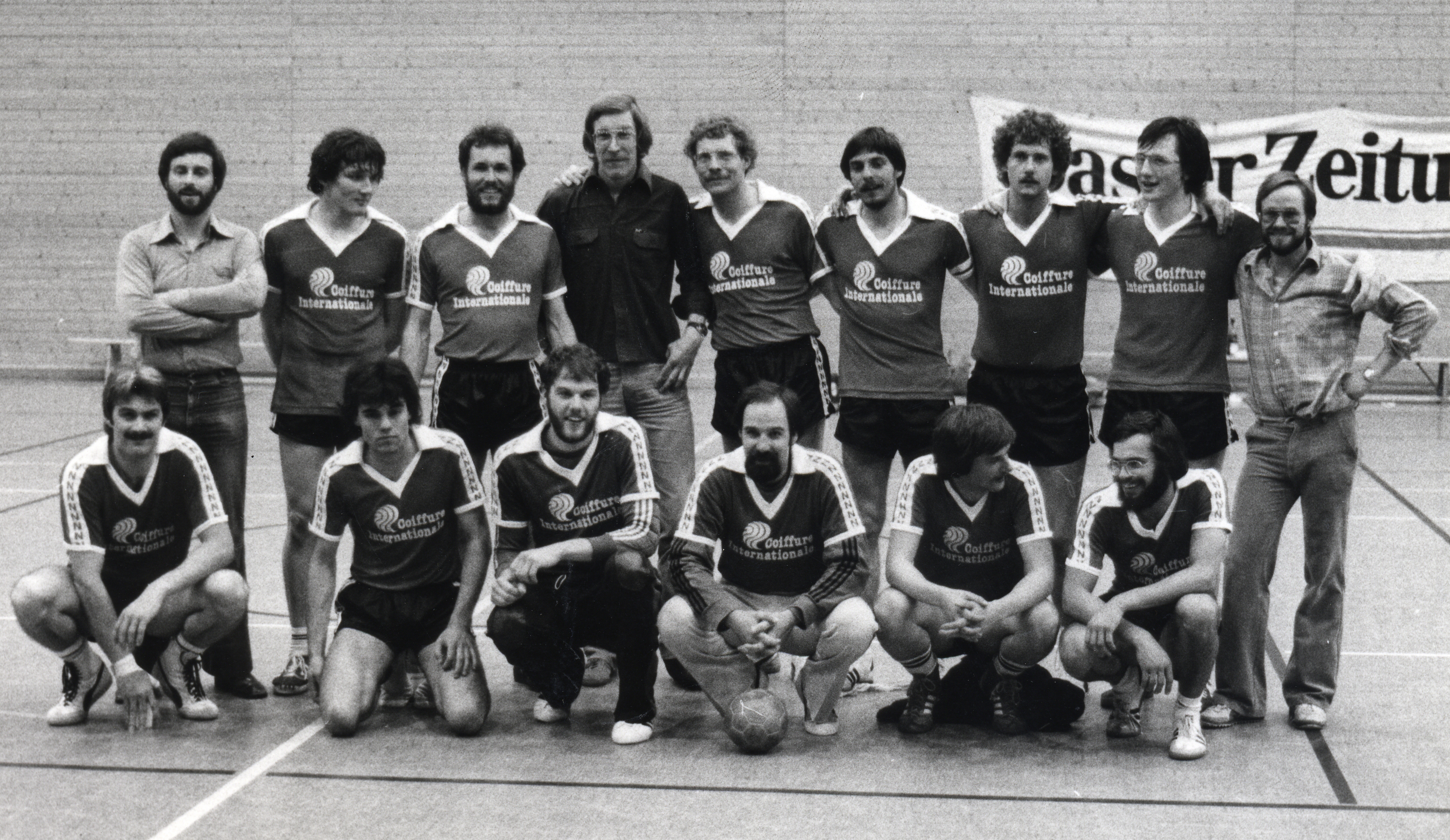
28. März 1981: Aufstieg in die Handball-National Liga A. Stehend von links: Heinz Hofmann (Trainer), Martin Fluri, Andreas Uhlmann, Heinz Burri (verletzt), Martin Hänzi, Rolf Gyger, Paul Biberstein, Donato Cermusoni, Toni Rütti (Physio)Vorne: Urs Reinhardt, Stephan Jegge, Markus Braun, Ernst Stauffer, Ueli Moser, Beat Rüeger

- 1967 Aufstieg 3. Liga
- 1968 Aufstieg 2. Liga
- 1969 Aufstieg 1. Liga
- 1972 Aufstieg NLB

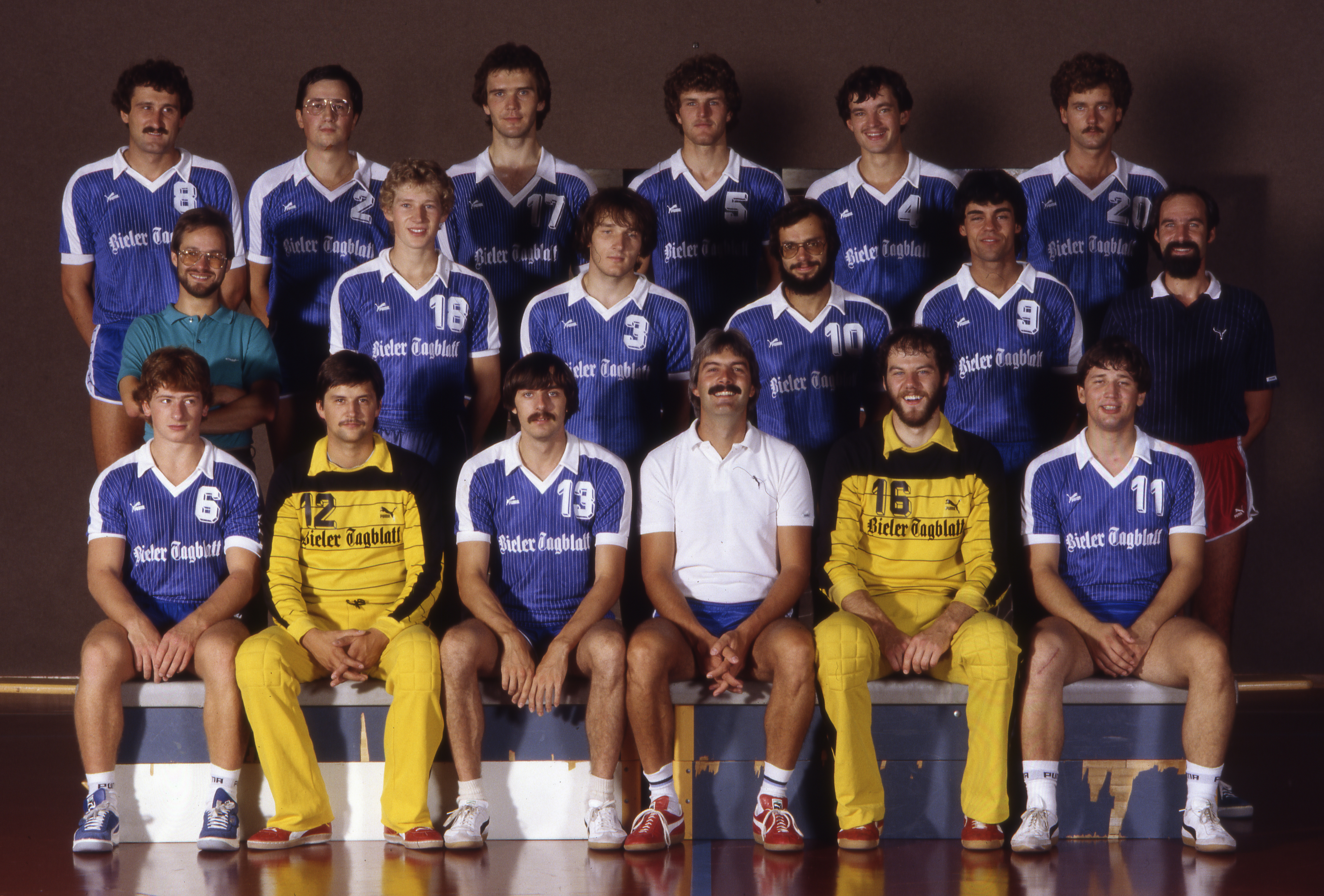
NLA-Finalrunde 1983-84 Oberste Reihe von links: Ruedi Weber, Donato Cermusoni, Hermann Vögtli, Thomas Arn, Roland Kobel, Paul Biberstein
Mittlere Reihe: Toni Rütti (Physio), Stefan Dubach, Martin Fluri, Beat Rüeger, Stephan Jegge, Ernst Stauffer
Unterste Reihe: Markus Jampen, Ueli Moser, Rolf Gyger, Urs Reinhardt (Trainer), Markus Braun, François Zahnd

- 1974 Vize-Mittelschul-Europameister
- 1978 Junioren Schweizer Meister
- 1981 Aufstieg NLA (Mannschaft des Jahres in Biel)

## Präsidenten
- 1966 – 68 Ruedi Kropf
- 1968 – 74 Peter Räz
- 1974 – 77 Urs Knecht
- 1977 – 79 Fredy Jean
- 1979 – 85 Donato Cermusoni

## Trainer
- 1966–1967 Jürg Müller
- 1967–1969 Alexej Buergin
- 1969–1970 Laszlo Megyeri
- 1970–1972 Heinz Suter
- 1972–1974 Fredy Jean
- 1974–1981 Heinz Hofmann
- 1982–1984 Urs Reinhardt
- 1984–1985 Werner Krüger

## NLA-Spieler
| Saison                                                                                                   | 1981/82      | 1982/83       | 1983/84      | 1984/85      | Spiele | Tore | Penalties |
| Braun Markus TH                                                                                          | 20/0         | 24/1P         | 25/1         | 24/0         | 93     | 1    | 1         |
| Liechti Ueli TH                                                                                          | -            | -             | 1/0          | 3/0          | 4      | -    | -         |
| Moser Ueli TH                                                                                            | 6/0          | 23/3P         | 28/0         | 3/0          | 60     | 0    | 3         |
| Stauffer Ernst TH                                                                                        | 20/1         | -             | -            | 3/0          | 23     | 1    | 0         |
| Ueltschi Andreas TH                                                                                      | -            | -             | 1/0          | -            | 1      | 0    | -         |
| Arn Thomas                                                                                               | 20/11        | 7/0           | 17/3         | 3/1          | 47     | 15   | -         |
| Bäni Rolf                                                                                                | -            | -             | -            | 1/0          | 1      | -    | -         |
| Beck Raoul                                                                                               | -            | -             | -            | 5/5          | 5      | 5    | -         |
| Biberstein Paul                                                                                          | 21/36 / 1P   | 23/34         | 25/32 / 1P   | -            | 69     | 102  | 2         |
| Burri Heinz                                                                                              | 22/20 / 3P   | 4/1           | -            | -            | 26     | 21   | 3         |
| Cermusoni Donato                                                                                         | 24/74 / 2P   | 21/23         | 25/24        | 24/36        | 94     | 157  | 2         |
| Dubach Stefan                                                                                            | -            | -             | 4/1          | 6/2          | 10     | 3    |           |
| Etter Daniel                                                                                             | -            | 1/0           | 2/1 / 1P     | 16/10 / 1P   | 19     | 11   | 2         |
| Fluri Martin                                                                                             | 24/61        | 23/64         | 28/88        | 23/88 / 3P   | 98     | 301  | 3         |
| Gyger Rolf                                                                                               | 24/43        | 24/37         | 27/30        | 2/3          | 77     | 113  | -         |
| Hänzi Martin                                                                                             | -            | 12/4          | -            | -            | 12     | 4    | -         |
| Jampen Markus                                                                                            | -            | 7/12 / 5P     | 3/2          | 4/2          | 14     | 16   | 5         |
| Jegge Stephan                                                                                            | 18/24 / 14P  | 22/12 / 8P    | 25/19 / 12P  | 15/6 / 1P    | 80     | 61   | 35        |
| Kobel Roland                                                                                             | 3/1          | -             | 28/43 / 4P   | 24/22        | 55     | 66   | 4         |
| Reinhardt Urs                                                                                            | 16/30        | 3/1           | 1/1          | -            | 20     | 32   | -         |
| Rolli Mario                                                                                              | -            | -             | -            | 7/3          | 7      | 3    | -         |
| Rüeger Beat                                                                                              | 21/57 / 22P  | 22/71 / 27P   | 28/62 / 13P  | 23/48 / 11P  | 94     | 238  | 73        |
| Rütti Toni                                                                                               | -            | -             | -            | 1/0          | 1      | 0    | -         |
| Suter Peter                                                                                              | -            | -             | -            | 1/1          | 1      | 1    | -         |
| Thoma Urs                                                                                                | -            | -             | -            | 1/1          | 1      | 1    | -         |
| Vögtli Hermann                                                                                           | 5/12         | 24/38 / 1P    | 25/39        | 19/36        | 73     | 125  | 1         |
| Weber Ruedi                                                                                              | 18/147 / 30P | 24/180 / 49P* | 23/140 / 47P | 22/118 / 48P | 87     | 585  | 174       |
| Zahnd François                                                                                           | 11/5         | 12/5          | 1/0          | 6/0          | 30     | 10   | -         |
| * Nach offizieller Version des SHV wurde Ruedi Weber in der Saison 82/83 mit 180 Toren Torschützenkönig. |              |               |              |              |        |      |           |